# Araneus subumbrosus
Araneus subumbrosus är en spindelart som beskrevs av Roewer 1961. Araneus subumbrosus ingår i släktet Araneus och familjen hjulspindlar.
Artens utbredningsområde är Senegal. Inga underarter finns listade i Catalogue of Life.